# Fuchsia campii
Fuchsia campii е вид растение от семейство Върболикови (Onagraceae). Видът е световно застрашен, със статут Уязвим.

## Разпространение
Разпространен е в Еквадор.